# Peixe-pulmonado-australiano
O Peixe-pulmonado-australiano (Neoceratodus forsteri) é um peixe pulmonado, nativo dos rios do estado de Queensland na Austrália. Atinge até 150 cm de comprimento e é um peixe carnívoro, que se alimenta de pequenos peixes, batráquios, girinos e invertebrados.